# Флаг Замбии
Государственный флаг Замбии — принят 24 октября 1964 года.

## Описание и символика
Флаг был разработан Габриэлью Эллисон (англ. Mrs Gabriel Ellison), которая также является автором герба Замбии и дизайна многих почтовых марок страны. Законодательное регулирование использования государственного флага и герба Замбии осуществляется Законом о государственном флаге и гербовых знамёнах (англ. National Flag and Armorial Ensigns Act).
Основные цвета государственного флага Замбии: зелёный, красный, чёрный, оранжевый. Флаг представляет собой зелёное полотнище, в правом нижнем углу которого изображён флаг из трёх вертикальных полос красного, чёрного, оранжевого цветов, а в верхнем правом углу — изображение орлана-крикуна (лат. Haliaeetus vocifer) с раскрытыми крыльями.
Цвета имеют следующее значение:
- Зелёный цвет символизирует природные богатства.
- Красный цвет символизирует кровь, пролитую за независимость Замбии.
- Чёрный цвет олицетворяет население Замбии.
- Оранжевый цвет символизирует богатство страны минеральными ресурсами (прежде всего, медью)[3].

Орлан-крикун олицетворяет возвышение народа Замбии над государственными проблемами.

## Исторические флаги
Несмотря на то, что у Северной Родезии (колониальное название Замбии) практически с самого начала колониальной истории существовал собственный герб, первый флаг появился только в 1939 году: до этого времени использовался только флаг Британии. В 1939 году был разработан типичный для британских колоний флаг: синее полотнище, в верхнем левом углу которого находился британский флаг, а в правой части — герб колонии. В верхней части гербового щита на голубом фоне находилось изображение жёлтого орлана-крикуна, который держал когтями рыбу серебристого цвета. В нижней части щита были изображены три серебристые вертикальные волнистые полосы на чёрном фоне, которые символизировали водопад Виктория.
В период с 1953 по 1963 года Северная Родезия вместе с Южной Родезией (современное Зимбабве) и Ньясалендом (Малави) составляла Федерацию Родезии и Ньясаленда. Новый флаг был идентичен прежнему: поменялся только герб в правой части. В верхней части гербового щита было изображено солнце на голубом фоне, что символизировало Ньясаленд, красный лев, что символизировало Южную Родезию, и серебристые волнистые линии, что олицетворяло Северную Родезию. Федерация прекратила своё существование 31 декабря 1963 года.
После этого Замбия встала на путь борьбы за независимость под руководством Объединённой национальной партии независимости (англ. United National Independence Party). Партия в качестве флага использовала полотнище, которое легло в основу современного флага Замбии. Отличием было наличие на флаге буквы «U», что означало «ubuntungwa» («независимость»).

Флаг Великобритании 30 октября 1888 — 1892 25 апреля 1924 — 24 октября 1964
Флаг Британской Южно-Африканской компании 1892 — 25 апреля 1924
Флаг Северной Родезии 16 августа 1939 — 7 сентября 1953 Пропорция: 1:2
Флаг Федерации Родезии и Ньясаленда 7 сентября 1953 — 31 декабря 1963 Пропорция: 1:2